# 12909 Jaclifford
12909 Jaclifford (1998 SK58) là một tiểu hành tinh vành đai chính.